# Bladzijde

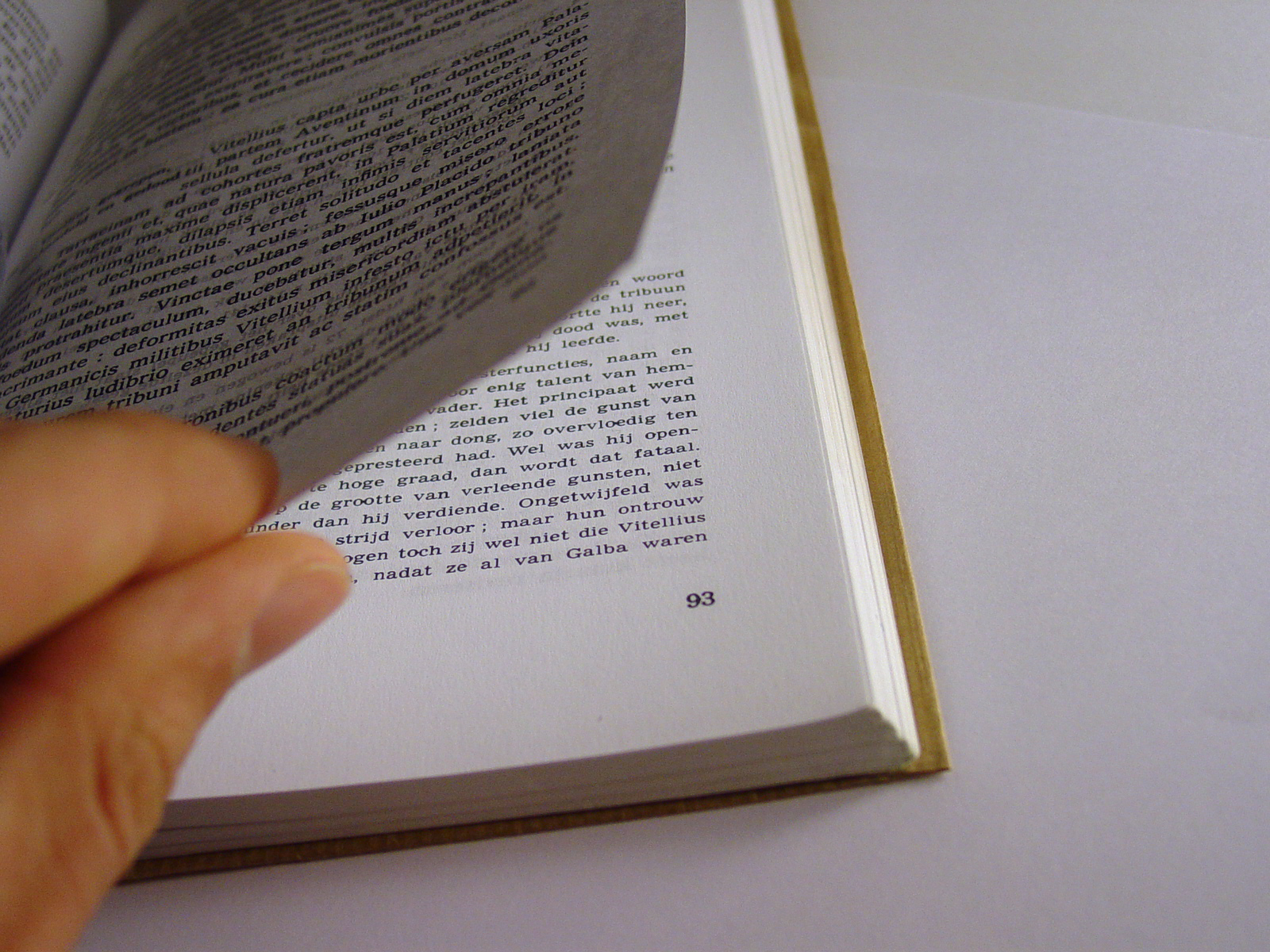
Omslaan van een bladzijde.

Een bladzijde of pagina is een zijde van een vel papier in een boek of tijdschrift. Bij een met de hand beschreven vel papier wordt ook de term kantje gebezigd. Bij enkelzijdig bedrukt papier spreekt men liever niet van bladzijden maar van pagina's (met klemtoon op de eerste lettergreep). 
Op internet wordt naar analogie met een boek of tijdschrift gesproken van een webpagina.

## Algemene kenmerken
Het papier in een boek of tijdschrift is bijna altijd dubbelzijdig bedrukt – een vel bestaat dus uit twee bladzijden. Vaak zijn de bladzijden genummerd, zodat men (via de inhoudsopgave) naar een bepaalde tekst kan verwijzen om deze later eenvoudig en snel terug te vinden. De tekst van het eerste hoofdstuk van een boek begint meestal niet op bladzijde 1. Vooraf gaan immers een schutblad, mogelijk daarna een Franse titelpagina, een echte titelpagina met naam van de auteur, een voorwoord en een inhoudsopgave. Al die pagina's hebben ook nummers (hoewel deze er niet altijd op gedrukt zijn). Soms begint het eerste hoofdstuk met bladzijde 1 en worden de voorafgaande pagina's apart genummerd met Romeinse cijfers. 
Door het feit dat het eerste blad of de kaft van een gesloten boek rechts ligt, zijn de bladzijdenummers aan de rechterkant bijna altijd oneven. De pagina links heeft dan dus een even nummer.
Een boek bestaat meestal uit katernen, die worden gemaakt door een vel papier meerdere keren te vouwen en daarna open te snijden. Het aantal pagina's in een katern is dus een viervoud.

## Uitdrukkingen
- Met een zwarte bladzijde wordt een episode in de geschiedenis bedoeld waar zich men over schaamt.
- Aan een nieuwe bladzijde beginnen: een nieuwe start maken.